# Josefin Asplund

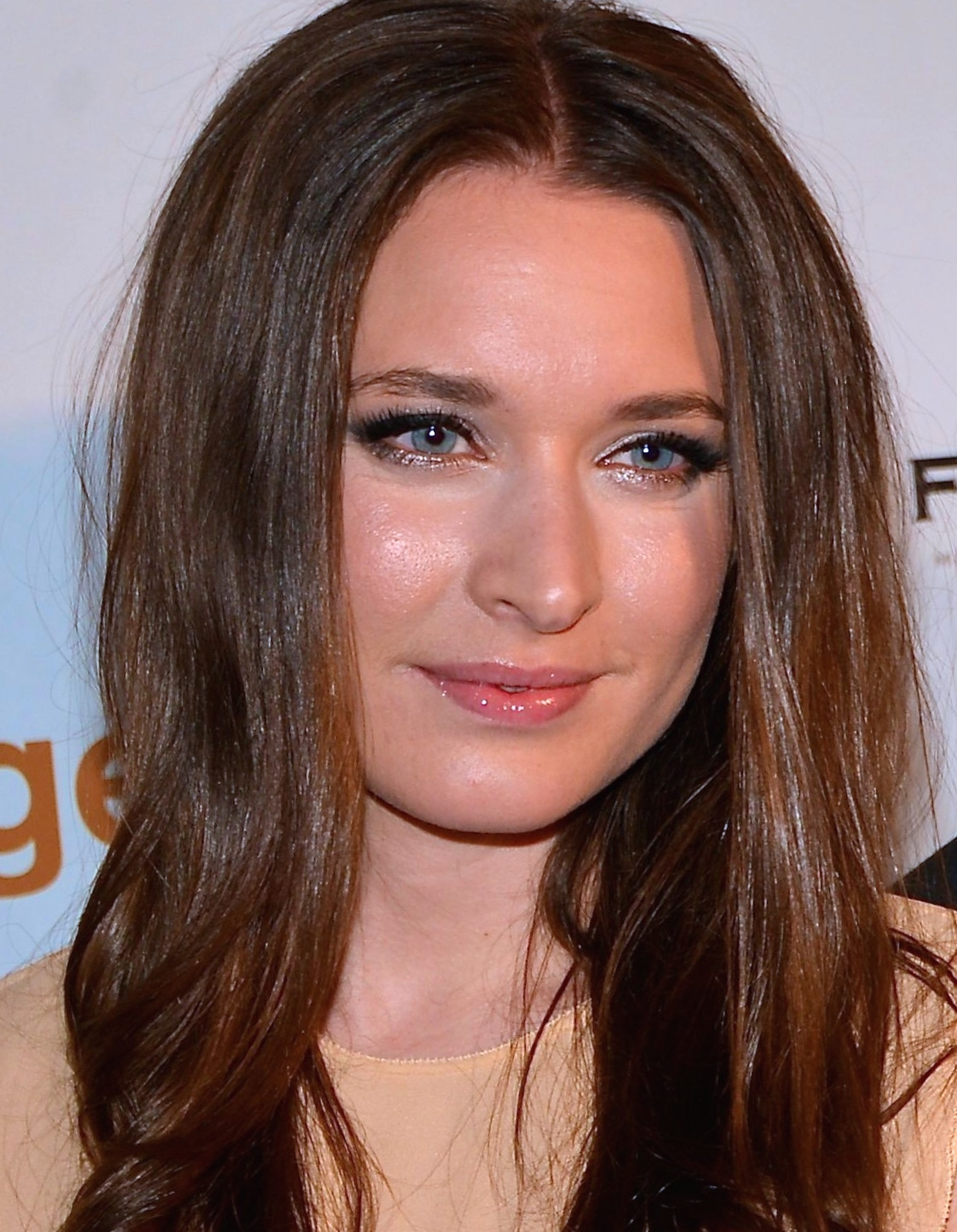
Josefin Asplund, 2012

Josefin Asplund (* 15. Oktober 1991 in Stockholm als Maria Josefin Asplund) ist eine schwedische Schauspielerin, die vor allem für ihre Rollen als Pernilla Blomkvist in der Stieg-Larsson-Verfilmung Verblendung unter der Regie von David Fincher und als Astrid in der kanadisch-irischen Fernsehserie Vikings bekannt ist.

## Leben
Asplund besuchte von 2007 bis 2010 das Södra Latins Gymnasium in Stockholm. 2009 nahm sie Unterricht an der Calle Flygares Teaterskola (Bühnenschule).
Sie spielte eine der Hauptrollen in der Verfilmung des schwedischen Bestsellers Zirkel. In der Fernsehserie Hidden Agenda nach der Romanvorlage von Jens Lapidus verkörpert sie in der Hauptrolle die ehrgeizige Wirtschaftsanwältin Emily, die in ein gefährliches Komplott um eine Entführung gerät.

## Filmografie (Auswahl)
- 2011: Verblendung (The Girl with the Dragon Tattoo)
- 2012: Call Girl
- 2012: Kusikiliza Moyo Wako (Kurzfilm)
- 2013: Piska en matta (Kurzfilm)
- 2015: Zirkel (Cirkeln)
- 2015: Arne Dahl: Opferzahl (Arne Dahl: Efterskalv) (Fernsehserie, 2 Episoden)
- 2016: Stödgruppen (Kurzfilm)
- 2016: Sieben Zwerge & ich (Sept nains et moi) (Fernsehserie, 24 Episoden)
- 2016–2018: Vikings (Fernsehserie, 18 Episoden)
- 2018: Conspiracy of Silence (Fernsehserie, 8 Episoden)
- 2019: Woodland Cemetery (Kurzfilm)
- 2019: Himmelstal (Sanctuary) (Fernsehserie, 8 Episoden)
- 2020–2023: Hidden Agenda (Top Dog) (Fernsehserie, 16 Episoden)
- 2021: Snow Angels (Snöänglar) (Fernsehserie, 6 Episoden)
- 2022: Spelskandalen (Fernsehserie, 5 Episoden)
- 2023: Carmen Curlers (Fernsehserie, Episode 2x06 Unique selling point)
- 2024: Nova & Alice

## Auszeichnungen
- 2016: Novemberfestivalen (Best Leading Actress)